# Aleksej Grigor'evič Dolgorukov
Aleksej Grigor'evič Dolgorukov, in russo Алексей Григорьевич Долгоруков? (... – Berëzovo, 1734), è stato un politico russo.

## Biografia
Era il figlio di Grigorij Fëdorovič Dolgorukov (1657-1723), gentiluomo da camera di Pietro I. Era un cugino di Vasilij Lurič Dolgorukov.
Visse a Varsavia (1700-1706) e in Italia.

## Carriera
Nel 1713 divenne governatore di Smolensk, nel 1726, su richiesta di Menšikov, venne nominato da Caterina I senatore ed educatore del granduca Pëtr Alekseevič.
Quando Pietro II salì al trono, Aleksej è stato nominato membro del Consiglio Supremo Privato.
Divenne intimo dell'imperatore, tanto che nella sua residenza di caccia avvenne l'incontro tra Pietro II e sua figlia Ekaterina, che divenne in seguito la sua fidanzata.
Alla morte di Pietro II, Aleksej fu l'unico membro del consiglio ad non accettare l'ascesa di Anna I, ciò lo portò all'esilio a Berëzovo, con la sua famiglia, fino alla sua morte.

## Matrimonio
Sposò la principessa Praskov'ja Jur'evna Chilkova (1682-1730), figlia del principe Jurij Jakovlevič Chilkov. Ebbero sette figli:
- Ivan Alekseevič (1708-1739);
- Ekaterina Alekseevna (1712-1747);
- Nikolaj Alekseevič (1713-1790), sposò in prime nozze Natal'ja Golicyna e in seconde nozze Anna Aleksandrovna Bredichina;
- Elena Alekseevna (1715-1799), sposò il principe Jurij Jur'evič Dolgorukov;
- Aleksej Alekseevič (1716-1792), sposò la principessa Evdokija Grigor'evna Myšeckaja, padre di Grigorij Alekseevič;
- Aleksandr Alekseevič (1717-1782), sposò Praskov'ja Kirillovna Matjuškina;
- Anna Alekseevna (?-1758).